# Плант, Джек
Джон Плант (англ. John Plant), более известный как Джек Плант (англ. Jack Plant; 23 марта 1871 — 19 января 1950) — английский футболист, левый крайний нападающий. Выступал за футбольные клубы «Бери» и «Рединг», также провёл один матч за национальную сборную Англии.

## Футбольная карьера
Родился в Боллингтоне (графство Чешир) в семье пекаря. Футбольную карьеру начал в местных командах «Дентон» и «Боллингтон». В апреле 1890 года стал игроком клуба «Бери», выступавшем в Ланкаширской лиге. В 1894 году «Бери» был принят в Футбольную лигу (во Второй дивизион). 1 сентября 1894 года Плант дебютировал в Футбольной лиге в матче против «Манчестер Сити». По итогам сезона 1894/95 «Бери» выиграл Второй дивизион Футбольной лиги. Плант выступал за «Бери» до 1898 года, проведя за клуб 111 матчей и забив 30 голов в рамках Футбольной лиги.
Сезон 1898/99 провёл в «Рединге», не входившим в Футбольную лигу.
В 1899 году вернулся в «Бери». Помог команде дважды выиграть Кубок Англии, забив в двух победных финалах 1900 и 1903 года. Свою последнюю игру за «Бери» провёл 2 марта 1907 года (против «Бристоль Сити»). В 1907 году завершил карьеру футболиста.
7 апреля 1900 года провёл свой единственный матч за национальную сборную Англии, выйдя на позиции левого крайнего нападающего на стадионе «Селтик Парк» в Глазго в игре против сборной Шотландии. Хозяева обыграли англичан со счётом 4:1.

## Достижения
«Бери»
- Обладатель Кубка Англии (2): 1899/1900, 1902/03
- Победитель Второго дивизиона: 1894/95